# Eccellenza Abruzzo 2011-2012
Il campionato italiano di calcio di Eccellenza regionale 2011-2012 è stato il ventunesimo organizzato in Italia. Rappresenta il sesto livello del calcio italiano.

## Stagione

### Novità
Rispetto alla precedente stagione ritornano nel massimo campionato regionale il Sulmona, l'Amiternina e il Vasto Marina; oltre alle ripescate San Salvo e Capistrello (entrambe perdenti ai play-off di Promozione). Da segnalare il fallimento, dopo 10 stagioni di Eccellenza, del Montesilvano e l'assenza di squadre provenienti dalla categoria superiore dato che il Miglianico, unica abruzzese retrocessa dalla Serie D, è stata poi ripescata.
Per la prima volta nella storia dell'Eccellenza abruzzese la provincia di Pescara non è rappresentata da nessuna squadra mentre, dopo due anni consecutivi di supremazia, la provincia di Teramo viene appaiata al comando da quella di Chieti, a quota 7 squadre.
La copertura televisiva del campionato verrà assicurata dalla collaborazione fra le due emittenti televisive TvSei e TeleMax che trasmetteranno in diretta l'anticipo del sabato e la finale regionale dei play-off.

## Squadre partecipanti
| Club                        | Città (provincia)         | Stadio | Stagione 2010-2011 |
| --------------------------- | ------------------------- | ------ | ------------------ |
| A.S.D. Alba Adriatica       | Alba Adriatica (TE)       |        |                    |
| S.P.D. Amiternina           | Scoppito (AQ)             |        |                    |
| A.S.D. Capistrello          | Capistrello (AQ)          |        |                    |
| A.S.D. Casalincontrada 2002 | Casalincontrada (CH)      |        |                    |
| A.S.D. Castel di Sangro     | Castel di Sangro (AQ)     |        |                    |
| A.S.D. Cologna Paese Calcio | Roseto degli Abruzzi (TE) |        |                    |
| A.S.D. Francavilla          | Francavilla al Mare (CH)  |        |                    |
| A.S.D. Guardiagrele         | Guardiagrele (CH)         |        |                    |
| A.S.D. Martinsicuro         | Martinsicuro (TE)         |        |                    |
| A.S.D. Montorio 88          | Montorio al Vomano (TE)   |        |                    |
| A.S.D. Mosciano             | Mosciano Sant'Angelo (TE) |        |                    |
| A.S. Pineto Calcio          | Pineto (TE)               |        |                    |
| Pol. Rosetana               | Roseto degli Abruzzi (TE) |        |                    |
| U.S. San Salvo              | San Salvo (CH)            |        |                    |
| A.S.D. SPAL Lanciano        | Lanciano (CH)             |        |                    |
| A.S.D. Sporting Tullum      | Tollo (CH)                |        |                    |
| A.S.D. Sulmona Calcio       | Sulmona (AQ)              |        |                    |
| F.C.D. Vasto Marina         | Vasto (CH)                |        |                    |

## Classifica finale
|  | Pos. | Squadra              | Pt | G  | V  | N  | P  | GF | GS  | DR   |
|  | ---- | -------------------- | -- | -- | -- | -- | -- | -- | --- | ---- |
|  | 1.   | Amiternina           | 78 | 34 | 23 | 9  | 2  | 78 | 34  | +44  |
|  | 2.   | Francavilla          | 71 | 34 | 20 | 11 | 3  | 56 | 18  | +38  |
|  | 3.   | Montorio 88          | 68 | 34 | 20 | 8  | 6  | 52 | 24  | +28  |
|  | 4.   | Sulmona              | 64 | 34 | 20 | 4  | 10 | 64 | 33  | +31  |
|  | 5.   | Vasto Marina         | 57 | 34 | 15 | 12 | 7  | 50 | 33  | +17  |
|  | 6.   | Alba Adriatica       | 56 | 34 | 15 | 11 | 8  | 61 | 37  | +24  |
|  | 7.   | Pineto               | 55 | 34 | 15 | 10 | 9  | 60 | 34  | +26  |
|  | 8.   | Sporting Tullum      | 53 | 34 | 14 | 11 | 9  | 54 | 43  | +11  |
|  | 9.   | Capistrello          | 45 | 34 | 10 | 15 | 9  | 41 | 30  | +11  |
|  | 10.  | Cologna Paese        | 42 | 34 | 10 | 12 | 12 | 39 | 40  | -1   |
|  | 11.  | Casalincontrada 2002 | 42 | 34 | 11 | 9  | 14 | 54 | 55  | -1   |
|  | 12.  | Rosetana             | 38 | 34 | 8  | 14 | 12 | 39 | 46  | -7   |
|  | 13.  | San Salvo            | 37 | 34 | 9  | 10 | 15 | 45 | 55  | -10  |
|  | 14.  | Guardiagrele         | 37 | 34 | 10 | 7  | 17 | 37 | 51  | -14  |
|  | 15.  | Mosciano             | 33 | 34 | 7  | 12 | 15 | 30 | 43  | -13  |
|  | 16.  | Martinsicuro         | 30 | 34 | 9  | 3  | 22 | 31 | 65  | -34  |
|  | 17.  | Castel di Sangro     | 28 | 34 | 8  | 4  | 22 | 27 | 71  | -44  |
|  | 18.  | SPAL Lanciano        | 2  | 34 | 0  | 2  | 32 | 19 | 126 | -107 |

Legenda:

      Promossa in Serie D 2012-2013

      Ammessa ai play-off nazionali.

      Retrocesse in Promozione 2012-2013 dopo i play-out.

      Retrocesse in Promozione 2012-2013 direttamente.

Note:
Tre punti a vittoria, uno a pareggio, zero a sconfitta.

## Risultati

### Tabellone
|                  | Alb | Ami | Cap | Cas | Cds | Col | Fra | Gua | Mar | Mon | Mos | Pin | Ros | San | Spa  | Spo | Sul | Vas |
| ---------------- | --- | --- | --- | --- | --- | --- | --- | --- | --- | --- | --- | --- | --- | --- | ---- | --- | --- | --- |
| Alba Adriatica   | ––– | 2-3 | 2-1 | 1-0 | 4-0 | 1-2 | 0-0 | 2-0 | 1-1 | 1-2 | 2-0 | 1-2 | 0-0 | 2-1 | 8-0  | 2-2 | 2-0 | 2-1 |
| Amiternina       | 1-1 | ––– | 2-2 | 3-1 | 5-1 | 2-0 | 2-2 | 2-0 | 7-0 | 1-0 | 2-1 | 1-0 | 1-1 | 3-2 | 5-0  | 2-1 | 2-1 | 1-1 |
| Capistrello      | 0-0 | 1-1 | ––– | 0-1 | 2-0 | 0-0 | 0-0 | 4-0 | 4-0 | 1-0 | 2-1 | 3-1 | 0-0 | 1-1 | 2-0  | 0-1 | 3-0 | 0-1 |
| Casalincontrada  | 3-4 | 5-5 | 0-0 | ––– | 6-1 | 0-0 | 0-1 | 1-1 | 2-0 | 1-2 | 1-1 | 3-2 | 3-2 | 1-1 | 2-1  | 3-2 | 1-2 | 1-5 |
| Castel di Sangro | 0-2 | 1-0 | 0-2 | 1-3 | ––– | 1-0 | 0-5 | 1-2 | 3-2 | 1-0 | 1-0 | 1-3 | 1-1 | 2-1 | 1-0  | 0-0 | 0-5 | 1-3 |
| Cologna Paese    | 1-1 | 1-2 | 1-1 | 5-3 | 1-0 | ––– | 0-2 | 2-1 | 2-1 | 1-0 | 0-0 | 2-2 | 1-1 | 4-1 | 4-0  | 1-2 | 0-2 | 2-3 |
| Francavilla      | 4-1 | 1-1 | 2-2 | 2-1 | 2-1 | 0-0 | ––– | 0-0 | 2-0 | 2-2 | 4-0 | 2-0 | 1-0 | 1-0 | 4-0  | 3-0 | 1-0 | 1-0 |
| Guardiagrele     | 0-4 | 0-2 | 3-0 | 1-2 | 1-0 | 2-0 | 1-0 | ––– | 1-0 | 0-3 | 1-2 | 2-1 | 0-0 | 0-1 | 2-0  | 3-1 | 1-1 | 1-1 |
| Martinsicuro     | 1-2 | 1-3 | 2-0 | 0-2 | 2-1 | 3-2 | 1-3 | 1-0 | ––– | 2-1 | 0-0 | 2-1 | 1-2 | 1-3 | 2-0  | 1-1 | 0-4 | 3-1 |
| Montorio 88      | 0-0 | 1-0 | 1-0 | 2-0 | 2-0 | 1-1 | 0-0 | 4-1 | 2-0 | ––– | 1-0 | 1-2 | 1-0 | 2-1 | 3-0  | 2-1 | 1-0 | 1-0 |
| Mosciano         | 1-1 | 1-2 | 2-2 | 0-0 | 3-0 | 0-1 | 0-2 | 1-1 | 1-0 | 1-3 | ––– | 0-0 | 1-2 | 1-1 | 2-0  | 1-2 | 3-2 | 2-0 |
| Pineto           | 2-1 | 0-1 | 2-0 | 1-1 | 5-0 | 2-0 | 0-0 | 2-0 | 3-0 | 2-3 | 0-0 | ––– | 2-1 | 3-0 | 10-1 | 2-0 | 1-5 | 2-2 |
| Rosetana         | 1-2 | 1-3 | 0-3 | 2-2 | 3-0 | 0-0 | 2-2 | 2-1 | 3-1 | 1-1 | 0-1 | 0-0 | ––– | 2-3 | 3-1  | 1-1 | 1-0 | 0-2 |
| San Salvo        | 0-0 | 1-3 | 0-0 | 3-0 | 0-0 | 1-1 | 2-0 | 2-1 | 1-0 | 1-4 | 1-1 | 1-1 | 3-3 | ––– | 6-3  | 2-3 | 2-4 | 1-2 |
| SPAL Lanciano    | 0-5 | 1-6 | 3-3 | 0-4 | 2-6 | 0-2 | 1-3 | 2-6 | 0-2 | 1-4 | 1-1 | 0-3 | 0-2 | 0-2 | –––  | 2-8 | 0-6 | 0-1 |
| Sporting Tullum  | 3-1 | 1-1 | 1-1 | 1-0 | 1-1 | 2-1 | 0-3 | 2-2 | 3-1 | 1-1 | 2-1 | 0-0 | 2-1 | 2-0 | 3-0  | ––– | 0-1 | 1-2 |
| Sulmona 1921     | 3-1 | 1-2 | 2-1 | 1-0 | 1-0 | 2-0 | 1-0 | 2-1 | 3-0 | 1-1 | 3-0 | 0-3 | 5-0 | 1-0 | 2-0  | 0-3 | ––– | 2-2 |
| Vasto Marina     | 2-2 | 0-1 | 0-0 | 2-1 | 2-1 | 1-1 | 0-1 | 3-1 | 1-0 | 0-0 | 3-1 | 0-0 | 1-1 | 3-0 | 3-0  | 1-1 | 1-1 | ––– |

## Spareggi

### Play-off

#### Semifinali
La semifinale play-off fra la 2ª e la 5ª classificata non si disputa poiché fra le due squadre c'è un distacco maggiore di 10 punti, di conseguenza il Francavilla è direttamente in finale.
| Squadra 1 | Totale | Squadra 2   | Andata | Ritorno |
| --------- | ------ | ----------- | ------ | ------- |
| Sulmona   | 2 - 1  | Montorio 88 | 0 - 0  | 2 - 1   |

##### Andata
| Sulmona 6 maggio 2012 | Sulmona | 0 – 0 | Montorio 88 |  |

##### Ritorno
| Montorio al Vomano 13 maggio 2012 | Montorio 88 | 1 – 2 | Sulmona |  |

#### Finale
| Squadra 1   | Risultato   | Squadra 2 |
| ----------- | ----------- | --------- |
| Francavilla | 2 - 3 (dts) | Sulmona   |

| Città Sant'Angelo 19 maggio 2012 | Francavilla | 2 – 3 (d.t.s.) | Sulmona |  |

Il Sulmona accede alla fase nazionale dei play-off per la promozione in Serie D ma, dopo aver eliminato il Colorno, viene sconfitto dagli umbri del Casacastalda.

### Play-out
A causa della retrocessione di tre squadre abruzzesi dalla Serie D i play-out si allargano da 4 a 6 squadre coinvolgendo anche le squadre in 12ª e 13ª posizione.
Il primo turno si svolge con incontri di 90 minuti in casa della squadra meglio classifica (in caso di pareggio al termine della partita la squadra in trasferta retrocederà); successivamente le tre compagini vincenti si scontreranno in un triangolare in cui la terza classificata sarà relegata in Promozione.

#### Primo Turno
| Squadra 1    | Risultato | Squadra 2        |
| ------------ | --------- | ---------------- |
| Rosetana     | 1 - 0     | Castel di Sangro |
| San Salvo    | 1 - 0     | Martinsicuro     |
| Guardiagrele | 1 - 0     | Mosciano         |

| Roseto degli Abruzzi 13 maggio 2012 | Rosetana | 1 – 0 | Castel di Sangro |  |

| San Salvo 13 maggio 2012 | San Salvo | 1 – 0 | Martinsicuro |  |

| Guardiagrele 13 maggio 2012 | Guardiagrele | 1 – 0 | Mosciano |  |

### Triangolare finale
| Squadra         | P.ti | G | V | N | P | GF | GS | DR |
| --------------- | ---- | - | - | - | - | -- | -- | -- |
| 1. Guardiagrele | 4    | 2 | 1 | 1 | 0 | 4  | 3  | +1 |
| 2. Rosetana     | 2    | 2 | 0 | 2 | 0 | 5  | 5  | 0  |
| 3. San Salvo    | 1    | 2 | 0 | 1 | 1 | 2  | 3  | -1 |

| Atessa 20 maggio 2012 1ª giornata | Guardiagrele | 1 – 0 | San Salvo |  |

| Miglianico 23 maggio 2012 2ª giornata | San Salvo | 2 – 2 | Rosetana |  |

| Francavilla al Mare 27 maggio 2012 3ª giornata | Rosetana | 3 – 3 | Guardiagrele |  |

## Verdetti finali
- Amiternina promosso in Serie D.
- SPAL Lanciano e, dopo i play-out, Martinsicuro, Mosciano e San Salvo retrocesse in Promozione abruzzese 2012-13.
- Castel di Sangro retrocesso in Promozione abruzzese 2012-13 e successivamente non iscritto.
- San Salvo retrocesso dopo i play-out e successivamente ripescato in Eccellenza Abruzzo 2012-13.
- Cologna Paese cede il titolo sportivo al Città di Giulianova 1924.
- Sporting Tullum cambierà denominazione divenendo Sporting Ortona.